# Macrodactylus disparilis
Macrodactylus disparilis är en skalbaggsart som beskrevs av Moser 1919. Macrodactylus disparilis ingår i släktet Macrodactylus och familjen Melolonthidae. Inga underarter finns listade i Catalogue of Life.